# Илцен
 Тази статия е за града в Германия.  За окръга вижте Илцен (окръг).  
Илцен (на немски: Uelzen) е град в Долна Саксония, Германия, с 33 400 жители (31 декември 2014). Намира се на страничен канал на Елба. От 1374 г. Илцен е член на Ханза.
- „Златният кораб“, Илцен